# Perlodes

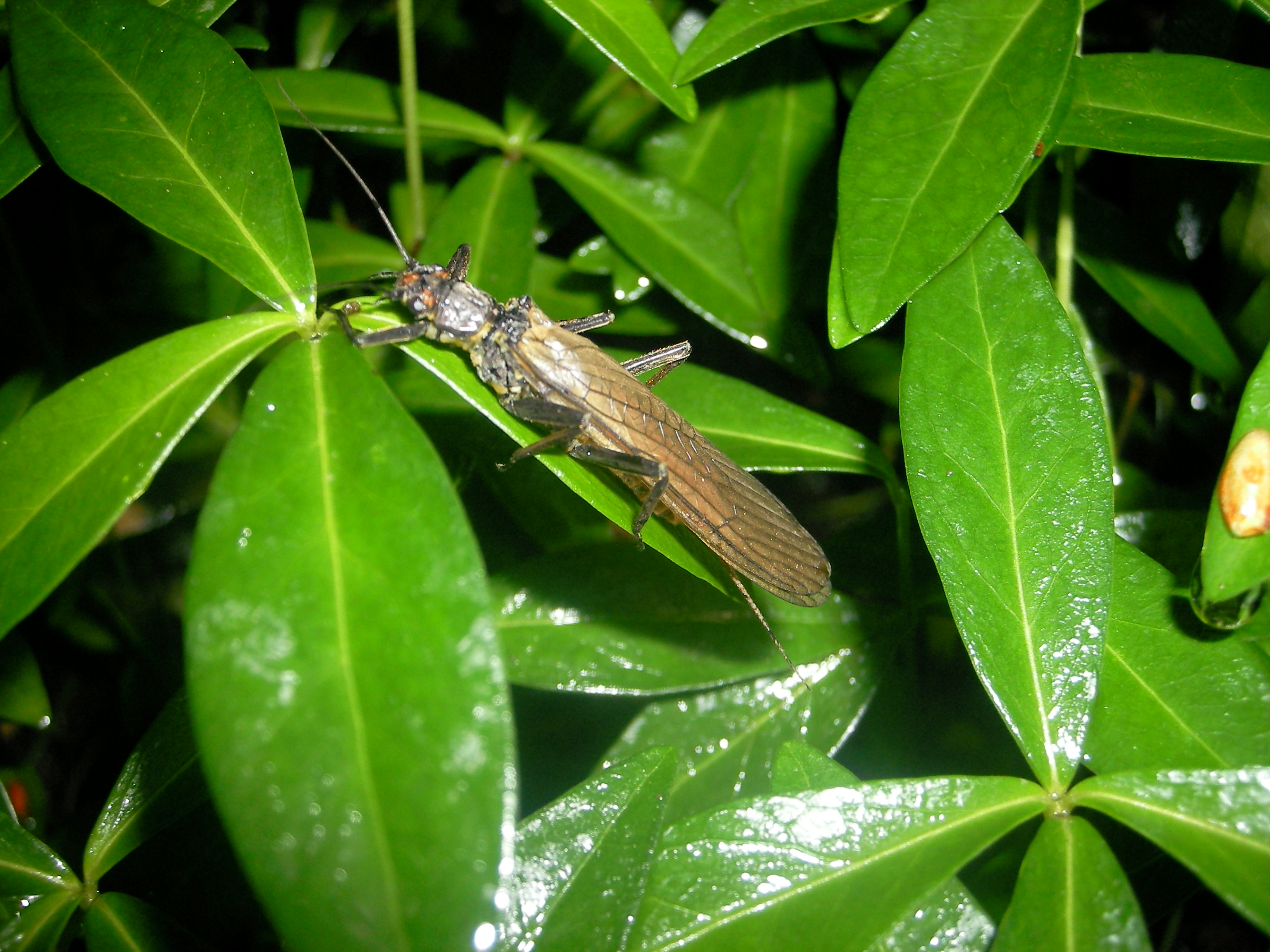
Perlodes sp.

Perlodes és un gènere d'insectes plecòpters pertanyent a la família dels perlòdids.

## Hàbitat
En els seus estadis immadurs són aquàtics i viuen a l'aigua dolça, mentre que com a adults són terrestres i voladors.

## Distribució geogràfica
Es troba a Europa (Àustria, Bèlgica, Bulgària, Txèquia, Dinamarca, França, Alemanya, Grècia, Hongria, Itàlia, Luxemburg, Montenegro, els Països Baixos, Noruega, Polònia, Portugal, Romania, Eslovàquia, Eslovènia, l'Estat espanyol, Suècia i la Gran Bretanya) i Àsia (la Xina, Corea del Sud, el Japó, l'Iran i Turquia).

## Taxonomia
- Perlodes dispar (Rambur, 1842)
- Perlodes frisonana (Kohno, 1943)
- Perlodes intricatus (Pictet, F.J., 1841)
- Perlodes jurassicus (Aubert, 1946)
- Perlodes lobata (Wu, C.F. & Claassen, 1934)
- Perlodes microcephalus (Pictet, F.J., 1833)
- Perlodes norvegica (Kempny, 1900)
- Perlodes stigmata (Ra, Kim, Kang & Ham, 1994)
- Perlodes truncata (Wu, C.F. & Claassen, 1934)[6][7][8][9][10]